# Pavel Rubinas
Pavel Rubinas (lit. Pavelas Rubinas; * 27. Januar 1942 in Vilnius) ist ein litauischer Schachspieler.

## Leben
1963 absolvierte Rubinas das Studium am Elektromechanik-Technikum Vilnius. 
Ab 1970 arbeitete er in der Sportschule für Schach und Dame der Stadt Vilnius als Schachtrainer. Seine Schülerin war Jelizaveta Potapova, die mit Litauen die 6. Fernschach-Olympiade der Frauen gewann und den Titel einer Internationalen Fernschachmeisterin der Frauen trägt. 1971 wurde Rubinas Vizemeister der Litauischen Sozialistischen Sowjetrepublik im Nahschach und erreichte das Halbfinale der Meisterschaft der Sowjetunion.
Im Fernschach wurde Rubinas 2001 wurde er zum Internationalen Meister, 2002 zum Verdienten Internationalen Meister (SIM) und 2010 zum Fernschachgroßmeister ernannt.